# Cineserra – Festival do Audiovisual da Serra Gaúcha
O CineSerra é uma mostra competitiva de cinema com o objetivo de dar visibilidade e agregar valor à produção audiovisual independente. O festival exibe as produções audiovisuais participantes de suas edições em diversas cidades gaúchas, além de incentivar a produção local e oferecer workshops sobre tópicos relativos à produção audiovisual com profissionais da área. À frente do projeto estão os produtores culturais associados Leandro Daros, diretor artístico, e Claudio Troian, diretor operacional.

## Histórico
A primeira edição do CineSerra foi realizada dentre os dias 18 e 21 de outubro de 2013, onde concorreram nove filmes de ficção de curtas e média-metragem, onze documentários e seis videoclipes, produzidos em cidades da Serra Gaúcha entre janeiro de 2010 e dezembro de 2012. Os projetos audiovisuais foram exibidos em salas de cinemas e auditórios na cidade de Caxias do Sul. Desde sua primeira edição o festival também oferece workshops e palestras gratuitas com profissionais renomados do seguimento audiovisual.
Em sua segunda edição, realizada dentre os dias 21 a 26 de outubro de 2014, o festival passou a contemplar as produções audiovisuais em certames distintos, regional e estadual. Além de Caxias do Sul, as cidades de Garibaldi e também Bento Gonçalves passaram a exibir as produções concorrentes. As cidades de Gramado e Flores da Cunha também tornaram-se parte do circuito de transmissão do festival a partir de sua terceira edição realizada em 2015, ano em que o festival passou a consolidar sua abrangência estadual, recebendo maior número de inscritos para o processo seletivo provindo de municípios de fora da Serra Gaúcha. Em sua quarta edição, realizada dentre os dias 15 de outubro e de novembro de 2016, o festival passou a circular também pela cidade de Nova Petrópolis e na capital gaúcha, Porto Alegre, além de  incluir a nova proposta de realizar sessões especiais em bairros de Caxias do Sul.
A quinta edição do festival, realizada dentre 17 de outubro a 8 de novembro de 2017, bateu recorde de inscrições sobre as edições anteriores, e teve como um dos destaques da edição o workshop de Desenho de Produção, ministrado pelo diretor gaúcho Federico Bonani, abordando técnicas de planejamento de produção e direção de obras audiovisuais. A cerimônia de premiação da quinta edição do festival teve transmissão ao vivo pelo canal Bitcom. A sexta edição do festival que aconteceria em novembro de 2018, foi adiada para o ano seguinte devido à dificuldade na captação integral dos recursos por meio da Lei de Incentivo à Cultura. Realizou-se dentre 1 e 14 de abril de 2019, e teve a inclusão de Torres, cidade do litoral gaúcho, em sua programação.
A sétima edição do CineSerra, pelo terceiro ano consecutivo bateu recorde de inscrições, consolidando-se como um dos eventos mais importantes do gênero na região Sul do Brasil. Em virtude a pandemia do coronavírus, o evento que aconteceria dentre os dias 6 e 19 de abril de 2020 foi adiado por tempo indeterminado. A nova data para o festival foi divulgada no semestre seguinte, e o evento foi realizado dentre os dias 10 a 21 de novembro do mesmo ano. Em 2020, as exibições ocorreram de forma online e presencial, as exibições presenciais foram realizadas em Caxias do Sul, Garibaldi, Bento Gonçalves, Flores da Cunha, e também em Canela com público reduzido, respeitando as normas de distanciamento social. O encerramento do evento e cerimônia de premiação, realizada em 21 de novembro, no teatro Pedro Parenti, em Caxias do Sul, foi transmitida ao vivo pela web TV Bitcom. Na edição de 2020 o festival também passou a premiar a categoria Websérie, abrangendo produções audiovisuais de todo o Rio Grande do Sul.

## Histórico por Edição
- Cineserra 2013
- Cineserra 2014
- Cineserra 2015
- Cineserra 2016
- Cineserra 2017
- Cineserra 2019
- Cineserra 2020
- Cineserra 2021

## Categorias premiadas
Certame Regional
- Melhor Filme Ficção
- Melhor Filme Documentário
- Melhor Direção
- Melhor Roteiro
- Melhor Atriz
- Melhor Ator
- Melhor Fotografia
- Melhor Direção de Arte
- Melhor Edição
- Melhor Desenho de Som
- Melhor Trilha Sonora
- Melhor Videoclipe
- Menção Honrosa

Certame Estadual
- Melhor Filme Ficção
- Melhor Filme Documentário
- Melhor Direção
- Melhor Roteiro
- Melhor Atriz
- Melhor Ator
- Melhor Fotografia
- Melhor Direção de Arte
- Melhor Edição
- Melhor Desenho de Som
- Melhor Trilha Sonora
- Melhor Videoclipe

Certame Websérie
- Melhor Websérie Não-Ficção

Voto Popular
- Melhor Filme Ficcional
- Melhor Documentário
- Melhor Videoclipe[38][39]

## Acervo
Em 2020, em virtude dos critérios do distanciamento social propostos pela pandemia nacional, os idealizadores do festival criaram um canal no Youtube para possibilitar maior acesso do público às produções participantes da edição e também maximizar o potencial de divulgação das mesmas. Pouco tempo depois o canal passou a disponibilizar também o acervo de projetos selecionados para o festival ao longo dos anos.